# Eveno di Paro
Eveno di Paro (in greco antico: Εὔηνος?, Éuēnos o Εὐηνός, Euēnós; Paro, V secolo a.C. – IV secolo a.C.) è stato un poeta, filosofo elegiaco greco antico.

## Biografia
Le fonti antiche non sono concordi sulla sua identità: alcune (in particolare Iperide ed Eratostene, citati da Arpocrazione, e la Suda) parlano infatti di due poeti chiamati Eveno, entrambi elegiaci ed entrambi di Paro; Platone, invece, parla di un solo Eveno senza specificare se si trattasse del vecchio o del giovane, ricordando solo che fu contemporaneo di Socrate (il quale nell'Apologia parla di Eveno come uomo di grandi conoscenze umane e politiche, mentre nel Fedro lo definisce un "uomo intelligente") e nel 399 a.C. fu ad Atene.
San Girolamo ricorda un solo Eveno, di cui colloca il floruit al tempo dell'ottantesima Olimpiade (460 a.C.), mentre un frammento del De musica dello Pseudo-Censorino elenca Eveno tra i poeti elegiaci, insieme a Callino e Mimnermo.
Questo ha causato posizioni diverse tra gli studiosi moderni: alcuni ritengono che siano effettivamente esistiti due Eveno distinti, di cui il più anziano sarebbe il nonno del più giovane; secondo altri, invece, si tratterebbe di un unico poeta, autore di tutti i frammenti tramandati sotto il suo nome. Il lessico Suda ricorda anche che Eveno fu maestro di Filisto di Siracusa, nato intorno al 430 a.C.

## Opere
Di Eveno è rimasto pochissimo: 11 frammenti di poesie elegiache e due esametri, alcuni dei quali sono contenuti nell'Antologia Palatina. In gran parte essi hanno contenuto simposiaco e filosofico. Gli sono anche attribuite tre elegie dedicate ad un certo Simonide contenute nella  silloge teognidea.
Artemidoro cita, inoltre, un passaggio da un'opera di Eveno chiamata Erotikà andata perduta e forse scritta in versi elegiaci; alla stessa opera o ad altre opere di carattere erotico di Eveno potrebbe fare riferimento Epitteto nelle Diatribe, che lo pone accanto ad uno scrittore di nome Aristide, forse Aristide di Mileto.